# Estación de Zamora
La Estación de Zamora es una importante estación ferroviaria de España situada en la ciudad de Zamora, en la comunidad autónoma de Castilla y León. Inaugurada originalmente en 1864 como una parada en la ruta ferroviaria entre Medina del Campo y Galicia, ha evolucionado con el tiempo para convertirse en un nodo clave en la red de transporte nacional, especialmente desde la llegada de los servicios de alta velocidad (AVE). La estación actual, construida en estilo neoplateresco y diseñada por el arquitecto Marcelino Enríquez en 1927, destaca por su valor arquitectónico y patrimonial, combinando elementos decorativos típicos de la región con una estructura adaptada a los requerimientos modernos de transporte.
En la actualidad, la Estación de Zamora no solo conecta la ciudad con importantes destinos nacionales como Madrid y Galicia a través de servicios de alta velocidad y larga distancia, sino que también contribuye al desarrollo económico, el turismo y la movilidad en la región. Administrada por Adif y operada por Renfe, la estación ofrece servicios de accesibilidad, estacionamiento y zonas de descanso, consolidándose como un punto neurálgico para pasajeros y visitantes. Su transformación a lo largo de más de un siglo refleja la adaptación de la infraestructura ferroviaria española a los cambios tecnológicos y a las necesidades de una población en constante movimiento.

## Situación ferroviaria
La estación de Zamora, situada a 640,1 metros de altitud, forma parte de las siguientes líneas ferroviarias:
- Línea férrea de ancho ibérico Medina del Campo-Zamora, en el punto kilométrico 89,479.[2]

- Línea férrea de ancho ibérico Zamora-La Coruña, que prolonga la anterior hacia Galicia por Orense y Santiago de Compostela, comenzando en el punto kilométrico 0,000.[2]

- Línea de alta velocidad Olmedo-Zamora-Galicia, de ancho internacional, en el punto kilométrico 232,5, ubicada entre las estaciones de Medina del Campo AV y Sanabria AV.[3]

Además, formó parte de la línea férrea Plasencia-Empalme - Astorga, también de ancho ibérico, que fue clausurada al tráfico de viajeros en 1985 y cerrada definitivamente en 1996, tras la autorización del Gobierno de España para la supresión de líneas consideradas altamente deficitarias.

## Historia

### Inicios y primera construcción (1864-1927)
La estación de Zamora fue inaugurada en 1864 como parte de la línea ferroviaria que conectaba Medina del Campo con Galicia. La construcción de esta infraestructura formaba parte de un esfuerzo nacional por expandir la red ferroviaria y mejorar las conexiones de Castilla y León con el resto de España. La estación en sus inicios era sencilla, con instalaciones básicas para el tránsito de pasajeros y mercancías, y sirvió para impulsar el crecimiento económico de Zamora, facilitando el transporte de productos agrícolas y ganaderos hacia otros mercados nacionales.
La construcción de la estación y la apertura de la línea tuvieron un impacto significativo en el desarrollo urbano de Zamora. La estación se convirtió rápidamente en un punto de encuentro social y en un motor de crecimiento para los negocios locales. Este desarrollo impulsó también la construcción de infraestructuras secundarias en la zona, como almacenes y talleres.

### Ampliación y segunda fase (1927-1958)
En 1927, la estación comenzó una importante fase de ampliación y renovación debido a la necesidad de modernizar las instalaciones y adecuarlas a los estándares ferroviarios de la época. El arquitecto Marcelino Enríquez fue el encargado de diseñar el nuevo edificio, que se construyó en estilo neoplateresco, un movimiento arquitectónico inspirado en el estilo plateresco del Renacimiento español. Este diseño incluía detalles decorativos que reflejaban la tradición y la cultura zamorana, como el uso de piedra caliza tallada y motivos inspirados en la arquitectura histórica de Castilla y León.
Aunque la construcción del nuevo edificio comenzó en 1927, la guerra civil española (1936-1939) ralentizó las obras, que no se completaron hasta 1958. Esta estación renovada incluía un edificio de pasajeros de mayor tamaño, más andenes y un entorno que reflejaba la importancia de la estación dentro de la red ferroviaria nacional.
Durante esta fase, la estación desempeñó un papel crucial en la recuperación económica de la posguerra, facilitando el transporte de productos esenciales y el movimiento de personas en una época en la que otras formas de transporte estaban limitadas. Además, el edificio de la estación pasó a ser un emblema arquitectónico de Zamora, representando el renacimiento de la infraestructura ferroviaria tras años de conflicto.

### Reformas modernas y adaptación al AVE (2000 en adelante)
Desde los años 2000, la estación de Zamora ha experimentado importantes renovaciones para adaptarse a las demandas de los servicios de alta velocidad (AVE) y mejorar sus instalaciones para los pasajeros. Con la llegada del AVE en 2015, la estación se integró en la red de alta velocidad española, permitiendo conexiones directas y más rápidas con Madrid, Galicia y otros puntos clave de la geografía nacional.
Estas reformas incluyeron la modernización de las vías y la incorporación de nuevas tecnologías de señalización y seguridad, así como la ampliación de los andenes para acomodar trenes de alta velocidad. Se realizaron también mejoras en la accesibilidad de la estación, con la instalación de ascensores, rampas y señalización adaptada para personas con movilidad reducida.
La llegada del AVE supuso un cambio en la dinámica de transporte en la ciudad y la región, impulsando el turismo y facilitando el desplazamiento de los residentes hacia Madrid y otras ciudades en tiempos mucho más reducidos. La estación de Zamora se ha consolidado como un eje de movilidad y un pilar en la economía local, atrayendo a visitantes y mejorando la calidad de vida de los habitantes de la región.

## Características técnicas
La estación de Zamora es una infraestructura ferroviaria de gran importancia en la red nacional de España. A lo largo de su historia, ha sido adaptada y modernizada para responder a las demandas de los servicios de transporte de pasajeros, especialmente con la llegada de los trenes de alta velocidad (AVE).

### Edificio y arquitectura
El edificio principal de la estación, diseñado en 1927 por el arquitecto Marcelino Enríquez, es un ejemplo destacado del estilo neoplateresco, caracterizado por su ornamentación detallada y el uso de materiales tradicionales de Castilla y León. La estación presenta una fachada en piedra caliza tallada con detalles decorativos que evocan el Renacimiento español. Su diseño incluye arcos, molduras y relieves típicos de la arquitectura plateresca, lo que convierte a la estación en un referente arquitectónico y patrimonial en Zamora.

### Infraestructura y andenes
La estación cuenta con varias vías y andenes preparados para recibir tanto trenes de alta velocidad como de larga y media distancia. Actualmente, dispone de:
- Dos andenes principales de gran longitud para los servicios de alta velocidad y trenes de larga distancia (Alvia y AVE).
- Tres vías destinadas a operaciones de pasajeros, con una infraestructura modernizada para adaptarse a los estándares de seguridad y accesibilidad actuales.
- Señalización ferroviaria avanzada, incluyendo sistemas de control de tráfico automatizados que aseguran la eficiencia y puntualidad de los servicios.[11]

### Accesibilidad
Con el objetivo de garantizar el acceso para todos los pasajeros, la estación ha implementado diversas mejoras en accesibilidad:
- Ascensores y rampas en todos los accesos principales, facilitando el desplazamiento para personas con movilidad reducida.
- Señalización visual y auditiva adaptada, que incluye paneles informativos digitales y señalética en braille.
- Zonas de espera con asientos y áreas de descanso adecuadas para personas mayores y familias.[13]

### Servicios adicionales
La estación ofrece una serie de servicios adicionales pensados para mejorar la experiencia de los viajeros, tales como:
- Cafetería y zona de restauración: una cafetería que brinda opciones de comidas y bebidas para pasajeros en tránsito.
- Aparcamiento: dispone de un área de estacionamiento tanto para vehículos privados como para bicicletas.
- Conexión Wi-Fi: servicio de internet gratuito en la zona de espera de la estación.
- Taquillas y máquinas expendedoras: puntos de venta y máquinas para adquirir billetes de forma rápida y sencilla.

### Conexiones de transporte
La estación de Zamora está conectada con otros medios de transporte urbano y regional, facilitando el desplazamiento dentro y fuera de la ciudad:
- Líneas de autobús urbano que conectan la estación con el centro de Zamora y otros puntos importantes de la ciudad.
- Servicio de taxis disponible en el exterior de la estación, ofreciendo transporte a destinos locales y regionales.
- Aparcamiento para bicicletas, incentivando el uso de transporte sostenible entre los viajeros.[14]

La estación de Zamora, con estas características, se ha consolidado como un punto neurálgico de transporte en la región, destacándose tanto por su diseño arquitectónico como por la calidad de sus servicios y su integración en la red de alta velocidad española.

## La estación

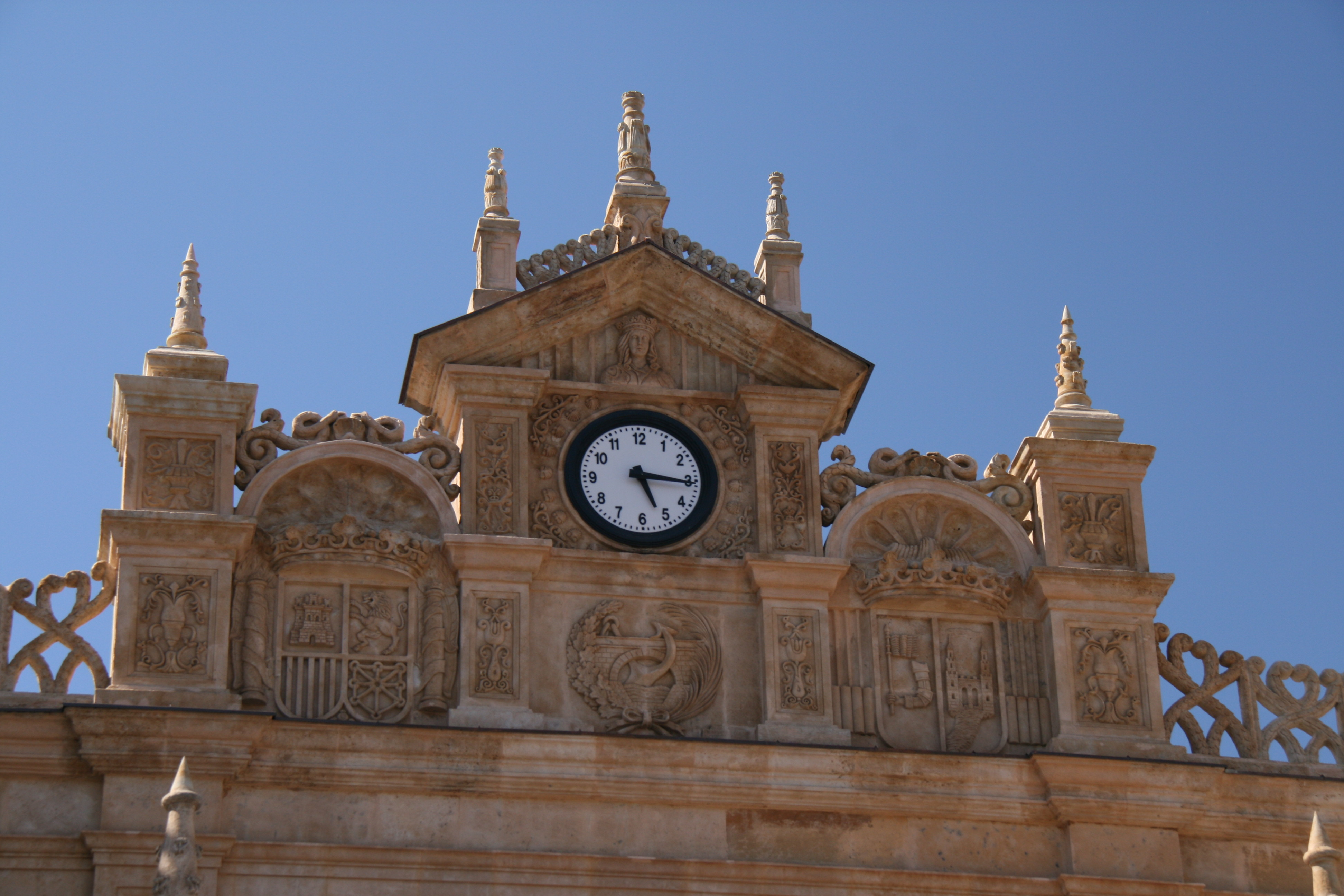
Detalle del reloj de la fachada

La estación se encuentra en el barrio de Las Viñas, a unos 600 metros de la avenida de Las Tres Cruces. El edificio, de estilo neoplateresco y construido con piedra dorada procedente de Villamayor, presenta una fachada principal de 88 metros de longitud compuesta por tres cuerpos, que incluyen cuatro torres cuadradas y tres pisos. El cuerpo central, claramente diferenciado de los laterales, alberga el acceso principal al edificio de viajeros.
En el segundo piso se encuentra una terraza decorada con un frontón triangular, un reloj y dos escudos. La planta baja está formada por una serie de arcadas de estilo renacentista, que configuran una galería longitudinal. Una crestería remata la ornamentación de la fachada, cuyo diseño guarda una notable similitud con el del palacio de Monterrey de Salamanca.
La estación dispone de tres andenes, uno lateral y dos centrales, todos ellos cubiertos con marquesinas, a los que dan acceso cinco vías montadas sobre placa. De estas cinco vías, las dos más cercanas al edificio son de ancho ibérico, mientras que las tres restantes están construidas en ancho internacional para servicios de alta velocidad.
Entre sus instalaciones, cuenta con venta de billetes, atención al cliente, aseos y una cafetería. El recinto está completamente equipado con servicios adaptados para personas con diversidad funcional. En el exterior existen zonas de aparcamiento, así como una parada de taxis y otra de autobuses urbanos.

## Servicios ferroviarios

### Alta Velocidad y Larga Distancia
El tráfico de largo recorrido se centra principalmente en las conexiones con Madrid, Galicia y la Comunidad Valenciana, prestadas mediante trenes AVE y Alvia. Todos los servicios entre Zamora y Madrid se realizan por la línea de alta velocidad, con una oferta habitual de:
- 8 trenes Alvia diarios por sentido
- 2 trenes AVE diarios por sentido

Los destinos conectados incluyen La Coruña, Ferrol, Lugo, Vigo-Urzaiz, Pontevedra, Orense y Alicante.

### Media Distancia
Renfe presta servicios de Media Distancia mediante trenes Regional Exprés en la relación Valladolid – Puebla de Sanabria vía Medina del Campo. Es la única línea de media distancia que tiene parada en la estación de Zamora.
No existen conexiones directas con el resto de capitales de Castilla y León, salvo Segovia, que se encuentra conectada únicamente a través de trenes Alvia de largo recorrido.

### Servicios con parada en Zamora (agosto de 2025)
| Hora  | Destino                          | Servicio        | Núm. tren | Vía |
| ----- | -------------------------------- | --------------- | --------- | --- |
| 07:41 | Madrid-Chamartín Clara Campoamor | AVLO            | 04154     | 3   |
| 08:22 | Vigo-Urzaiz                      | AVE             | 04475     | 4   |
| 08:43 | Madrid-Chamartín Clara Campoamor | AVE             | 04664     | 3   |
| 08:54 | Valladolid-Campo Grande          | Regional Exprés | 18325     | 1   |
| 09:43 | Madrid-Chamartín Clara Campoamor | AVE             | 04364     | 3   |
| 09:43 | La Coruña                        | AVLO            | 04295     | 4   |
| 11:09 | Orense                           | AVE             | 05273     | 4   |
| 12:23 | Vigo-Urzaiz                      | AVE             | 04515     | 4   |
| 12:56 | Madrid-Chamartín Clara Campoamor | AVLO            | 04494     | 3   |
| 14:36 | Madrid-Chamartín Clara Campoamor | Alvia           | 04114     | 3   |
| 14:42 | Lugo                             | Alvia           | 04325     | 4   |
| 15:45 | La Coruña                        | AVE             | 04345     | 4   |
| 18:33 | Madrid-Chamartín Clara Campoamor | AVE             | 04757     | 3   |
| 19:18 | Vigo-Urzaiz                      | AVLO            | 04975     | 4   |
| 19:23 | Puebla de Sanabria               | Regional Exprés | 18322     | 1   |
| 20:11 | Madrid-Chamartín Clara Campoamor | AVE             | 04384     | 3   |
| 20:22 | La Coruña                        | AVE             | 04587     | 4   |
| 22:00 | Madrid-Chamartín Clara Campoamor | AVE             | 04404     | 3   |